# Ochrolechia neoisidiata
Ochrolechia neoisidiata är en lavart som beskrevs av Elix. Ochrolechia neoisidiata ingår i släktet Ochrolechia och familjen Ochrolechiaceae.   Inga underarter finns listade i Catalogue of Life.